# Kleóvoulos Klónis
Kleóvoulos Klónis (grec moderne : Κλεόβουλος Κλώνης ; Koútali, Empire ottoman, 1900 - Athènes, Grèce, 2 décembre 1988) est un scénographe grec.

## Biographie
Kleóvoulos Klónis naît sur l'île de Koútali (en), dans la mer de Marmara, vers 1900, avant que sa famille ne s'installe dans la ville du Pirée, dans la Royaume de Grèce, peu avant le début de la Première Guerre mondiale, où il grandit,.
Après l'obtention de son diplôme d'études secondaires, il suit des études au sein de la faculté de philosophie de l'université d'Athènes, tout en suivant dans le même temps des cours de dessin au sein de l'université polytechnique nationale d'Athènes,.
Au cours des années 1920, il travaille en tant que journaliste et illustrateur pour le compte de magazines tels que Néi Vomí et Dianóïssi, ainsi que pour le compte de journaux tels que I Vradyní, se chargeant principalement de l'illustration de ses textes de voyage,.
En 1926, il crée sa première œuvre scénique avec l'opérette Miss Charleston, mise en scène par la compagnie théâtrale Papaïoánnou et sur un livret de Deváris,.
En 1929, sur les recommandations d'Aléxis Minotís et de Dimítris Rondíris, il est engagé par Maríka Kotopoúli au sein du théâtre « Scène Libre » (grec moderne : Ελεύθερη Σκηνή),.
À partir de 1931 et pendant près d'un demi-siècle, plus précisément jusqu'en 1981, il collabore en tant que scénographe avec le Théâtre national, à la suite de l'invitation du metteur en scène Fótos Polítis,.
Dès les années 1930, Klónis est l'un des premiers à relever avec succès les défis scénographiques lors de la renaissance du théâtre grec antique dans des lieux en plein air tels qu'Épidaure, Delphes et l'Hérodion, dans le cadre du Festival d'Épidaure, du Festival de Delphes, ainsi que du Festival d'Athènes,.
En collaboration avec le costumier Antónis Fokás, ils assurent la scénographie de plus de 500 pièces de théâtre, de répertoire grec et étranger, ainsi que de 50 représentations de théâtre grec ancien,.
Par ailleurs, il collabore également avec l'Opéra national au cours de la période entre 1939 et 1973, réalisant les décors et les costumes de 30 opéras, opérettes et ballets, ainsi que de 106 productions ou reprises de productions,.
Il est récompensé pour l'ensemble de son œuvre à travers divers prix décernés par des dèmes et des associations dans l'ensemble de la Grèce, ainsi que par la médaille d'argent de l'Académie d'Athènes,.
Il meurt le 2 décembre 1988, dans la ville d'Athènes, à l'âge de 88 ans où il réside, tandis que ses funérailles ont lieu au sein du Premier cimetière d'Athènes,.